# Peter Klein (Sänger)
Peter Klein (* 25. Januar 1907 in Zündorf bei Köln; † 4. Oktober 1992 in Wien) war ein deutsch-österreichischer Opernsänger (Tenor), Tenorbuffo und Charaktertenor an der Wiener Staatsoper und Gesangspädagoge.

## Leben
Peter Klein war Sohn eines Braumeisters und Gastwirts und Schüler von Karl Niemann in Köln. Schon während der Ausbildung übernahm er kleinere Rollen am Reichshallentheater in Köln, sein erstes Engagement erhielt er an der Düsseldorfer Oper. Weitere Engagements in Köln, Kaiserslautern, Berlin, Dresden, Zürich und Hamburg folgten. Peter Klein war von 1942 bis zu seinem Ruhestand 1972 fest an der Wiener Staatsoper engagiert, deren Ehrenmitglied er 1982 wurde.
Peter Klein wirkte 1946 bis 1956 jährlich bei den Salzburger Festspielen und viele Jahre auch bei den Bregenzer Festspielen mit und hatte zahlreiche Gastspiele an anderen Opernhäusern (Covent Garden, Met, Bolschoi).

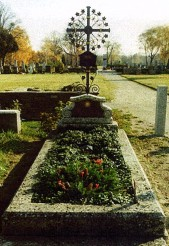
Grabstätte von Peter Klein

Seit 1956 widmete er sich auch der Ausbildung des Sängernachwuchses und wurde Professor am Konservatorium Wien und leitete dort lange Jahre hindurch die Opernklasse. Zu seinen Schülern zählt unter anderem Alfred Šramek.
Als er zu einem Sommerkurs nach Savonlinna (Finnland) kam, begründete er dort 1967 die Savonlinna-Opernfestspiele neu, die ursprünglich 1912 von der bekannten finnischen Sopranistin Aino Ackté gegründet worden waren aber seit 1930 nicht mehr stattgefunden hatten Dafür wurde Peter Klein, Träger verschiedener Orden und Ehrenzeichen, vom finnischen Staatspräsidenten mit dem Orden des Löwen von Finnland, Medaille Pro Finlandia, geehrt.
Peter Klein war Mitglied des legendären Wiener Mozart-Ensembles. Er war nicht nur durch seine stimmliche Vielseitigkeit bekannt und durch seine große Wortdeutlichkeit, er war auch ein glänzender Bühnendarsteller, was ihn vor allem beim Wiener Publikum sehr beliebt machte.
Peter Klein lebte nach seinem Abschied von der Bühne bis zu seinem Tode in seiner Wahlheimat Wien, wo er am 4. Oktober 1992 im 86. Lebensjahr starb, besuchte aber regelmäßig seinen Heimatort, dem er sich ebenfalls sehr verbunden fühlte, was sich auch in zahlreichen von ihm in traditionellem Kölsch verfassten Gedichten ausdrückte.
Er erhielt ein ehrenhalber gewidmetes Grab auf dem Wiener Zentralfriedhof (Gr. 40, R. 1, Nr. 27).
Peter Klein war ab 1948 Mitglied der Freimaurerloge Lessing Zu den 3 Ringen.

## Auszeichnungen
- 1955: Verleihung des Berufstitels Kammersänger
- 1969: Österreichisches Ehrenkreuz für Wissenschaft und Kunst I. Klasse
- 1973: Ehrenmedaille in Gold
- 1982: Ehrenmitglied der Wiener Staatsoper
- 2018: In Porz-Zündorf wird der Peter-Klein-Weg nach ihm benannt.[4]